# 2014 WM509
2014 WM509 est un objet transneptunien en résonance 3:5 avec Neptune

## Caractéristiques
2014 WM509 mesure environ 170 kilomètres de diamètre.